# Ellingen
Ellingen – miasto w Niemczech, w kraju związkowym Bawaria, w rejencji Środkowa Frankonia, w powiecie Weißenburg-Gunzenhausen. siedziba wspólnoty administracyjnej Ellingen. Leży ok. 3 km na północ od Weißenburg in Bayern, nad rzeką Schwäbische Rezat, przy drodze B2, B13 i linii kolejowej Augsburg – Norymberga.

## Zabytki
Głównym zabytkiem miasta jest barokowy pałac Rezydencja Ellingen (Residenz Ellingen) wraz z parkiem i kościołem dworskim.

## Dzielnice
W skład miasta wchodzą następujące dzielnice: Ellingen, Stopfenheim, Hörlbach, Tiefenbach, Massenbach, Walkershöfe i Karlshof.

## Współpraca
Miejscowości partnerskie:
- Hohenberg-Krusemark, Saksonia-Anhalt
- Straßenhaus, Nadrenia-Palatynat
- Telnice, Czechy

## Galeria

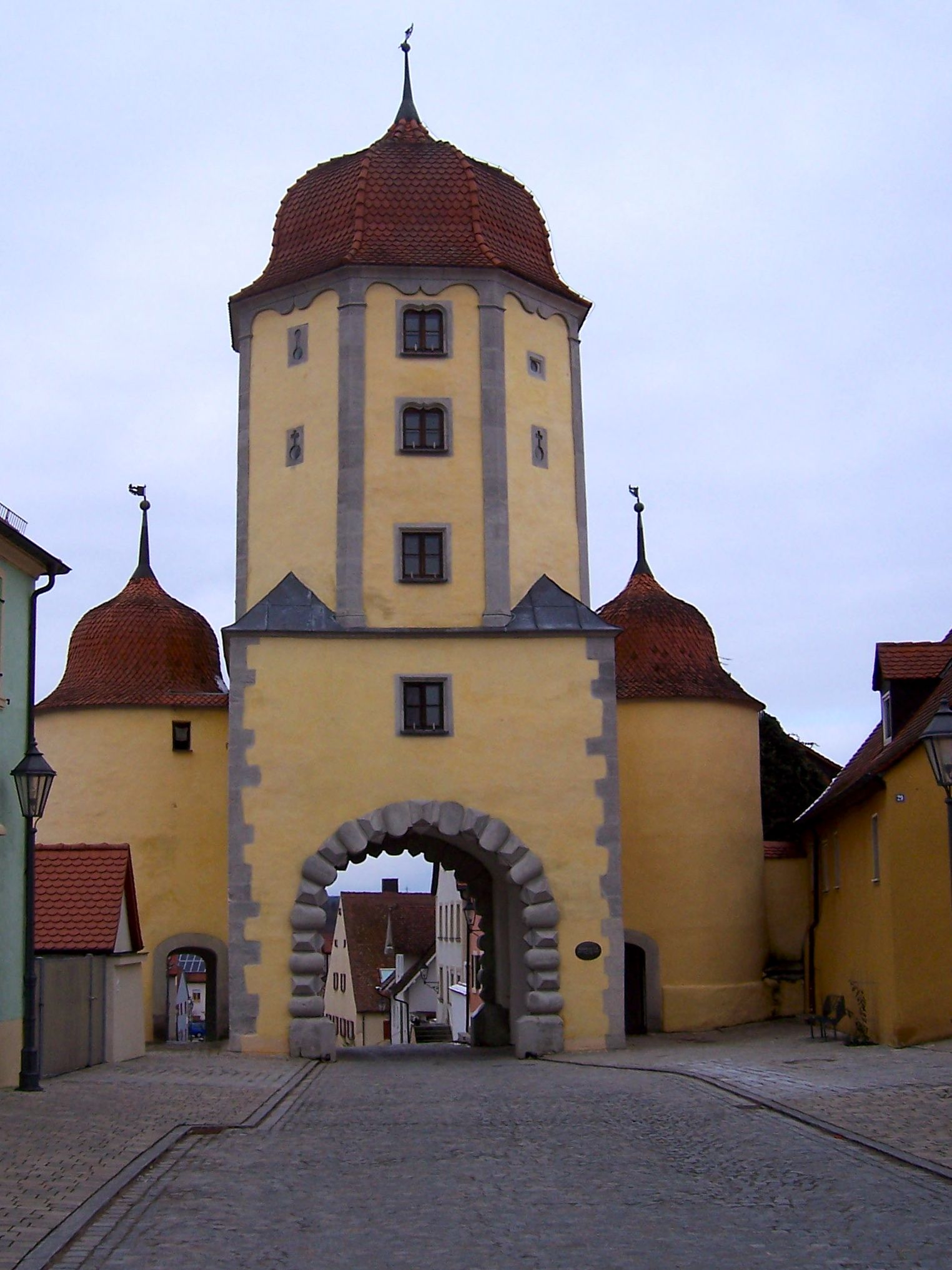
Brama miejska Pleinfelder Tor
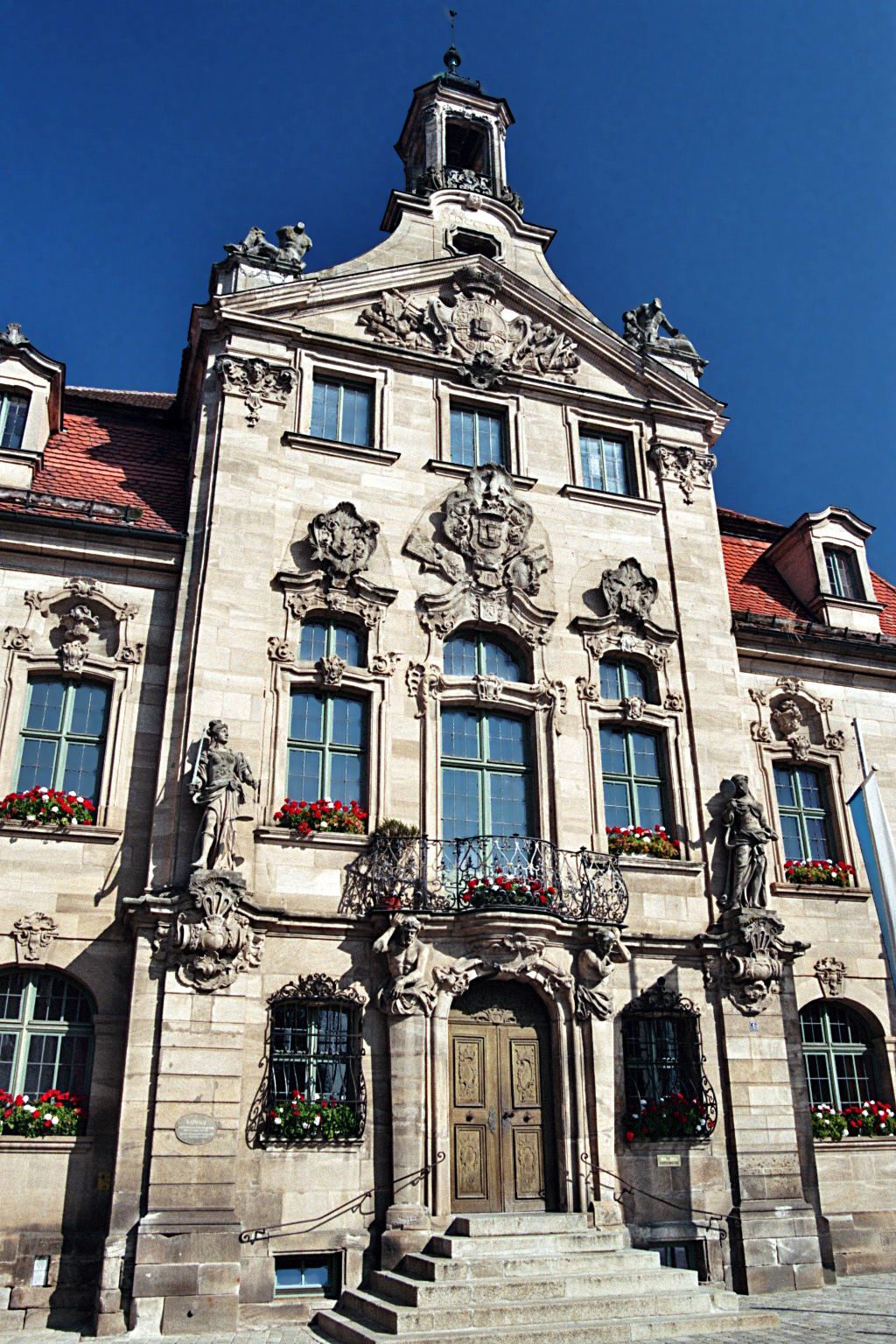
Ratusz
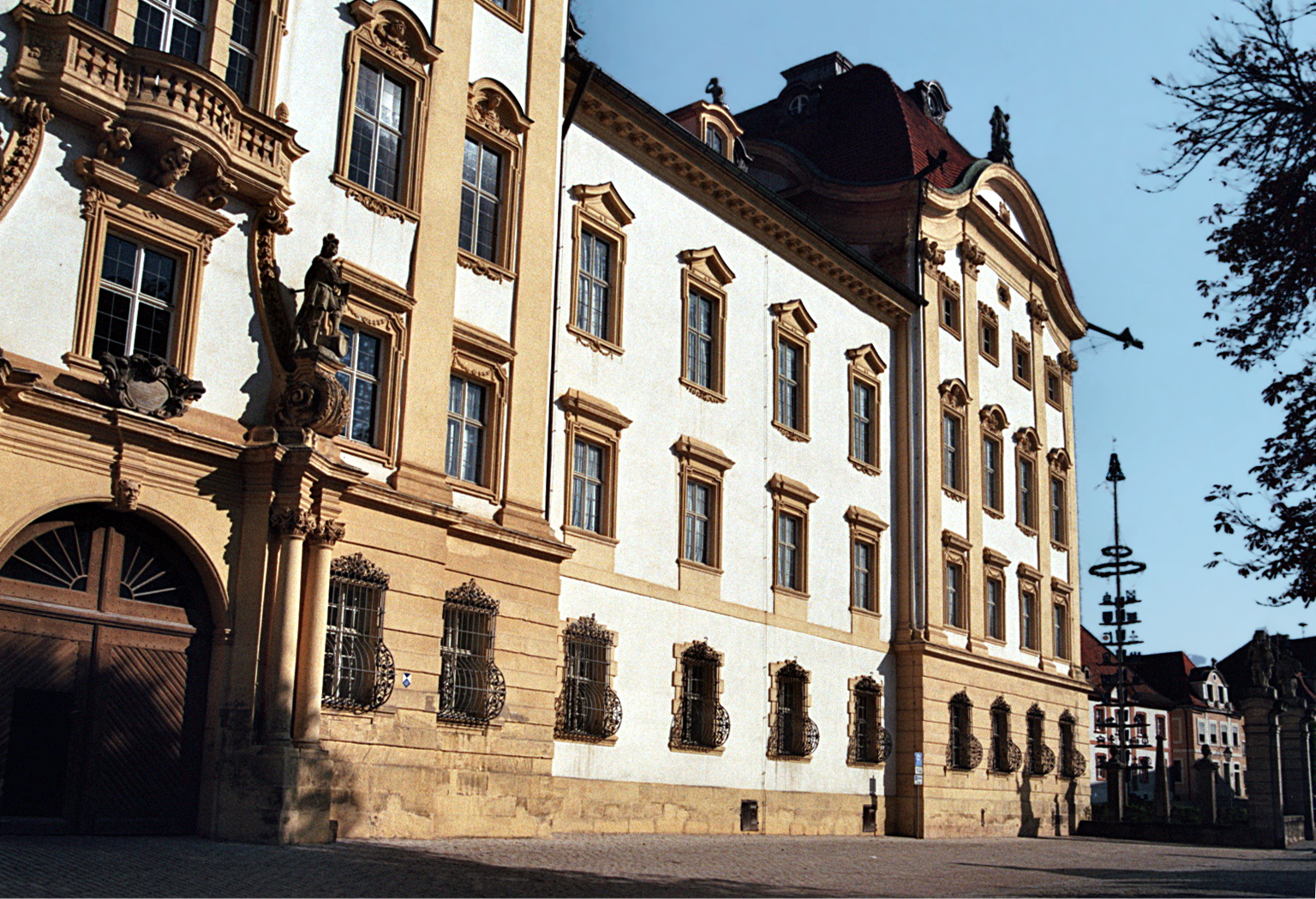
Zamek krzyżacki
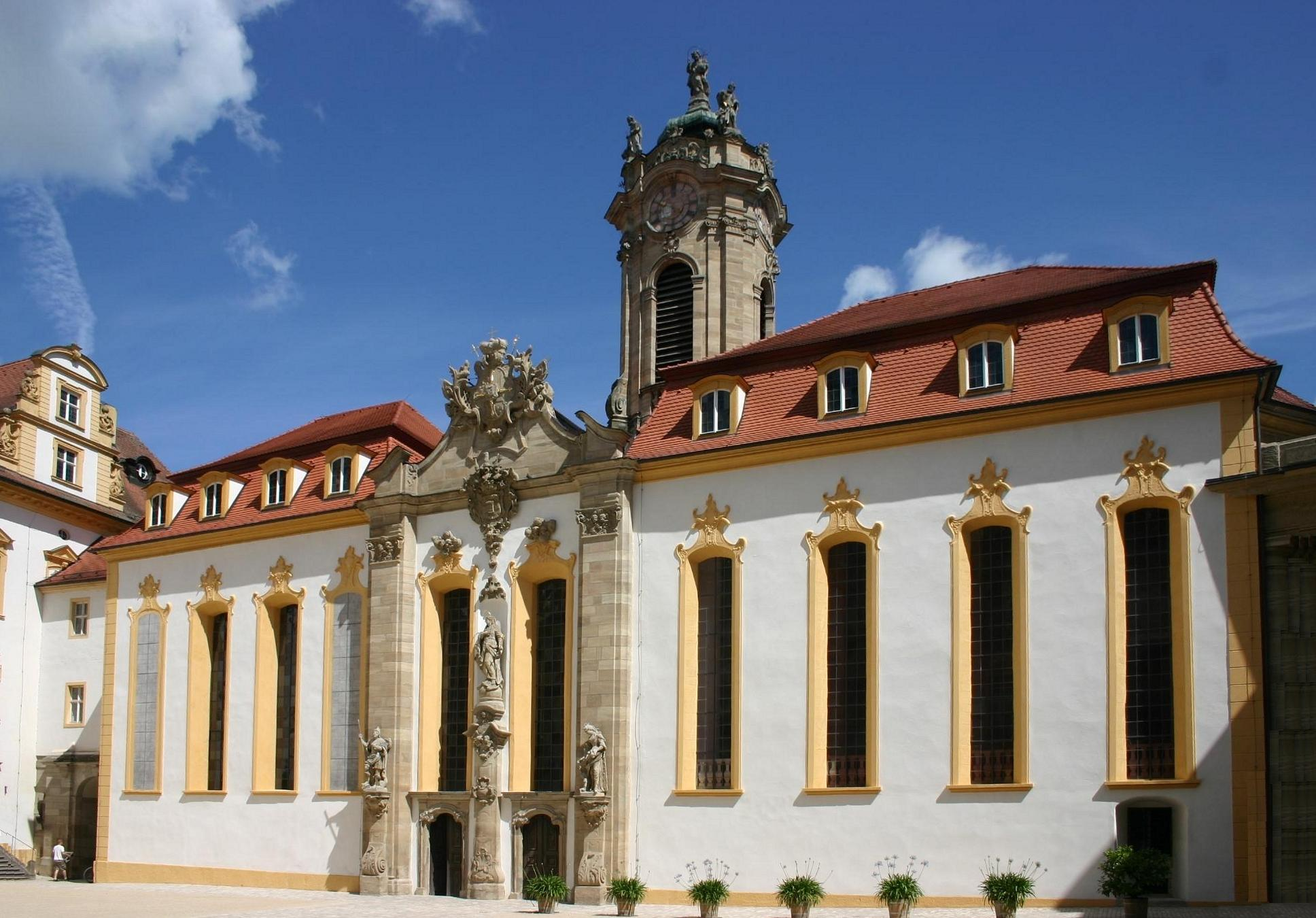
Kościół zamkowy
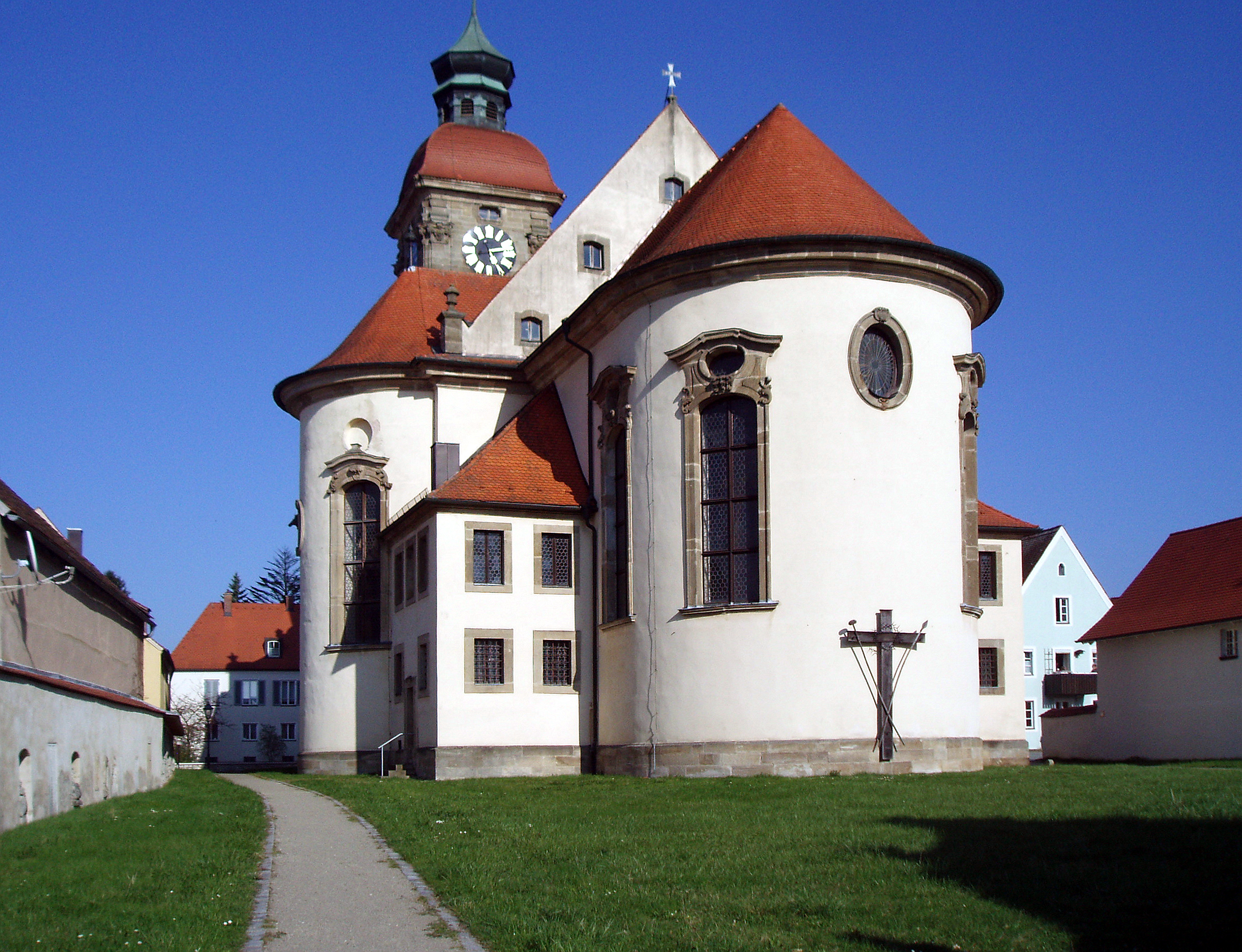
Kościół pw. św. Jerzego (St. Georg)
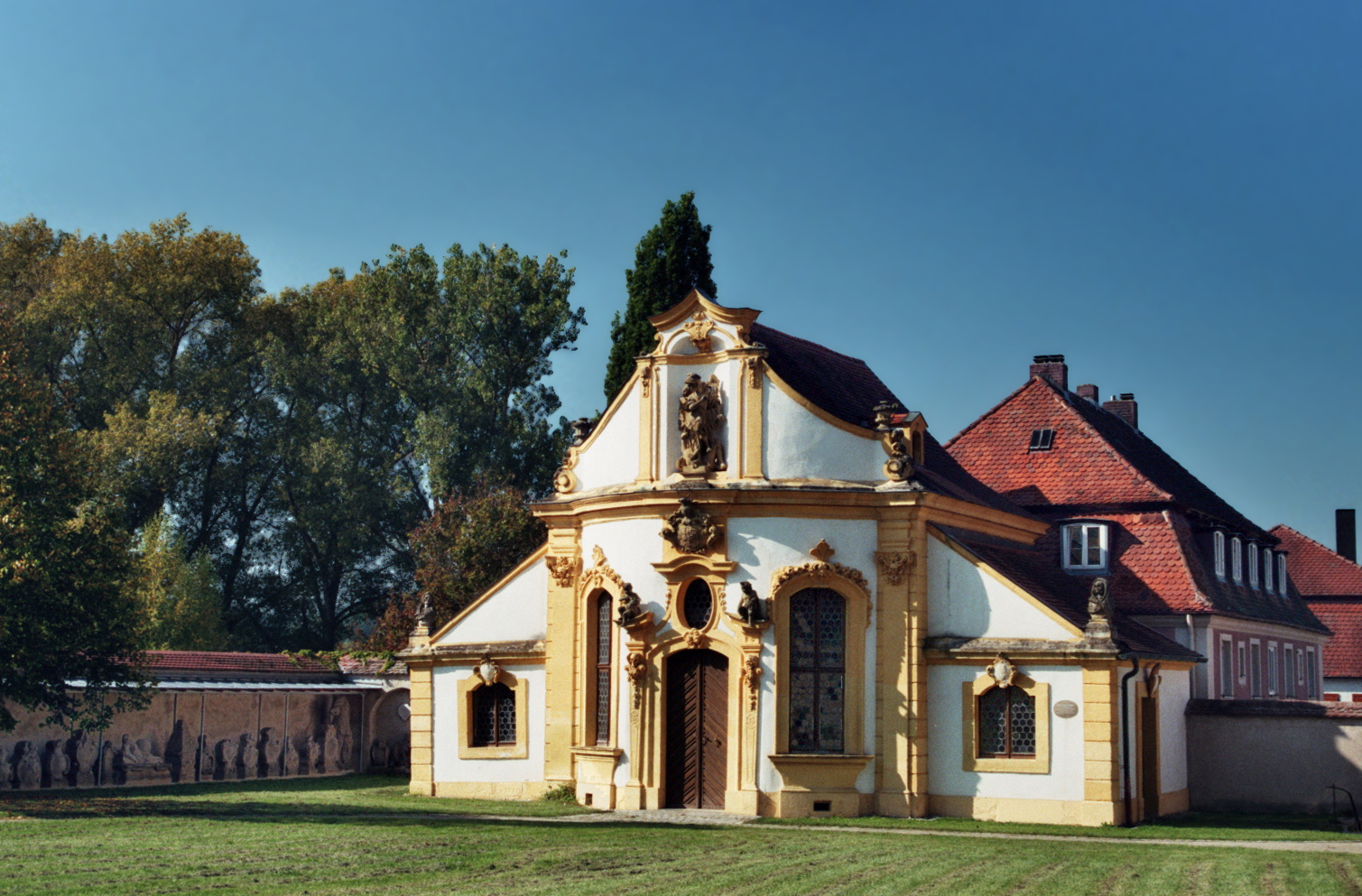
Dawna kaplica pw. św. Maryi (St. Maria)
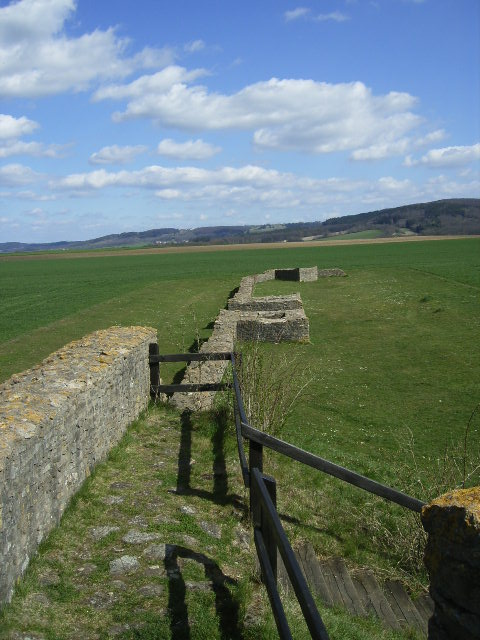
Castra Romana Sablonetum